# 東大入口駅
東大入口駅（トンデイックえき）は大韓民国ソウル特別市中区奨忠洞2街にある、ソウル交通公社3号線の駅。駅番号は332。ソウル交通公社と新羅免税店が命名権契約を結び「新羅免税店」の副駅名がある。駅名の「東大」とは東国大学校のことである。

## 歴史
- 1985年10月18日 - ソウル特別市地下鉄公社3号線（当時）・独立門-良才間の開通と同時に開業[2]。なお、開業前の仮称は「奨忠壇駅」だった。
- 2005年1月1日 - ソウル特別市地下鉄公社がソウルメトロに改称。
- 2017年5月31日 - ソウルメトロとソウル特別市都市鉄道公社が統合され、ソウル交通公社の駅となる。

## 駅構造

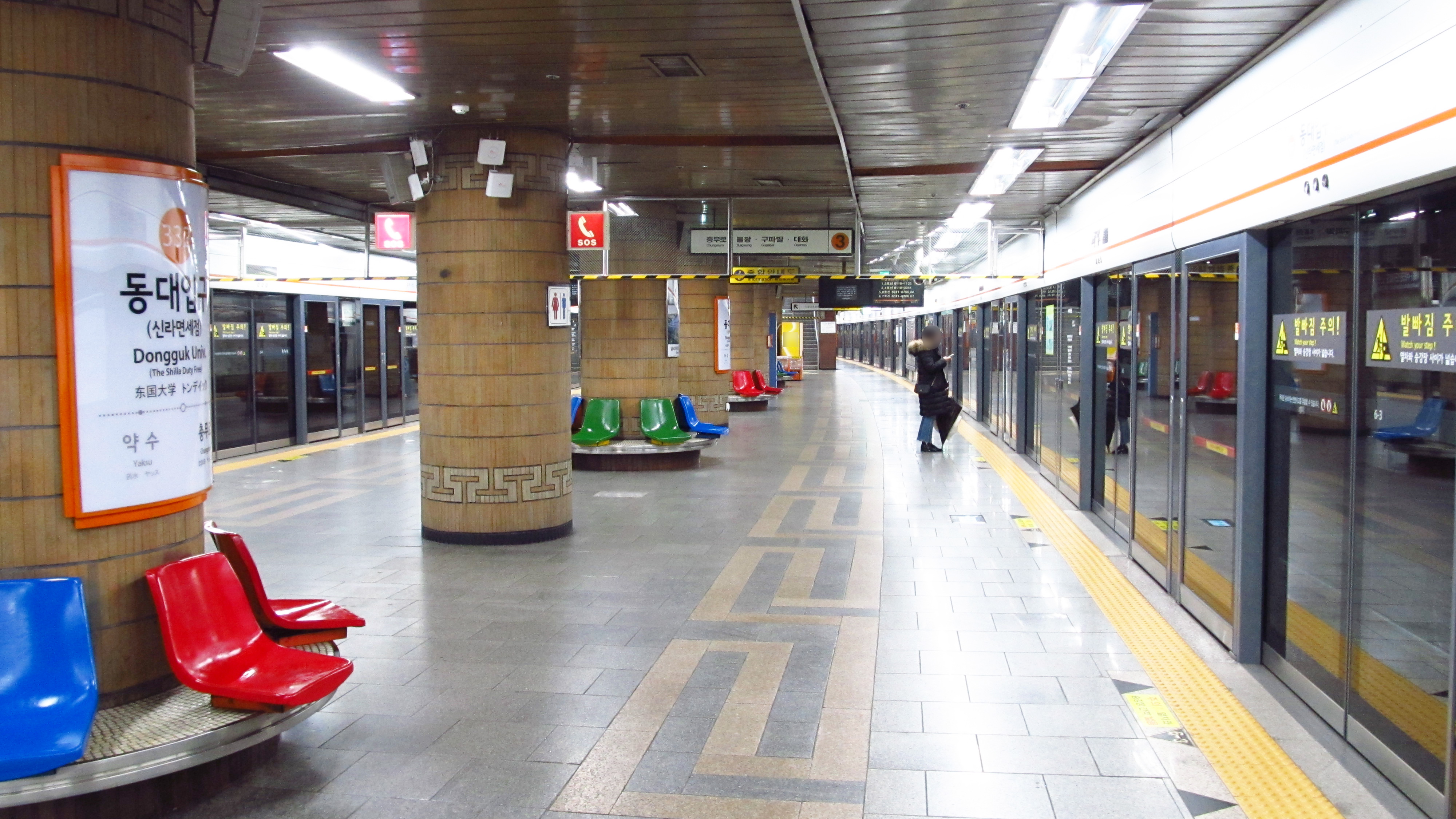
ホーム

ホーム階は地下3階にあり、島式ホーム1面2線を有している。保安用にホームドアシステム（フルスクリーンタイプ）を装備する。
改札階は地下2階にあり、改札口は西側（忠武路寄り）と東側（薬水寄り）の2ヶ所ある。西側の改札のみホームへの連絡エレベーターが設置されている。化粧室は西側の改札内にある。
出入口は1番から6番までの計6ヶ所ある。

### のりば
案内上ののりば番号は設定されていない。
| ホーム | 路線  | 行先                                 |
| ------ | ----- | ------------------------------------ |
| 上り   | 3号線 | 鍾路3街・旧把撥・大谷・大化方面      |
| 下り   | 3号線 | 高速ターミナル・良才・水西・梧琴方面 |

## 利用状況
近年の一日平均利用人員推移は下記のとおり。
| 路線  | 路線     | 2000年 | 2001年 | 2002年 | 2003年 | 2004年 | 2005年 | 2006年 | 2007年 | 2008年 | 2009年 | 出典  |
| ----- | -------- | ------ | ------ | ------ | ------ | ------ | ------ | ------ | ------ | ------ | ------ | ----- |
| 3号線 | 乗車人員 | 12,180 | 12,686 | 12,584 | 12,203 | 11,517 | 11,232 | 11,315 | 11,166 | 11,343 | 12,106 | [ 3 ] |
| 3号線 | 降車人員 | 13,493 | 14,276 | 13,985 | 13,680 | 12,870 | 12,734 | 13,003 | 12,716 | 12,896 | 13,672 | [ 3 ] |
| 3号線 | 乗降人員 | 25,674 | 26,962 | 26,569 | 25,883 | 24,387 | 23,966 | 24,318 | 23,882 | 24,239 | 25,779 | [ 3 ] |
| 路線  | 路線     | 2010年 | 2011年 | 2012年 | 2013年 | 2014年 | 2015年 |        |        |        |        | [ 3 ] |
| 3号線 | 乗車人員 | 12,731 | 13,285 | 12,578 | 11,873 | 11,872 | 11,718 |        |        |        |        | [ 3 ] |
| 3号線 | 降車人員 | 14,526 | 15,140 | 14,282 | 13,440 | 13,461 | 13,249 |        |        |        |        | [ 3 ] |
| 3号線 | 乗降人員 | 27,257 | 28,425 | 26,860 | 25,313 | 25,333 | 24,967 |        |        |        |        | [ 3 ] |

## 駅周辺
- 東国大学校
- ソウル新羅ホテル
- 新羅免税店（朝鮮語版）
- アンバサダーソウル - プルマンホテル
- 京東教会（朝鮮語版）
- 奨忠体育館
- 奨忠壇公園
- 駐韓ケニア名誉総領事館
- 国立劇場
- 常緑大学
- 太極堂（朝鮮語版）
- 在大韓民国トルコ大使館（朝鮮語版）

## 隣の駅
ソウル交通公社
 3号線
忠武路駅 (331) - 東大入口駅 (332) - 薬水駅 (333)